# Rod Rosenstein

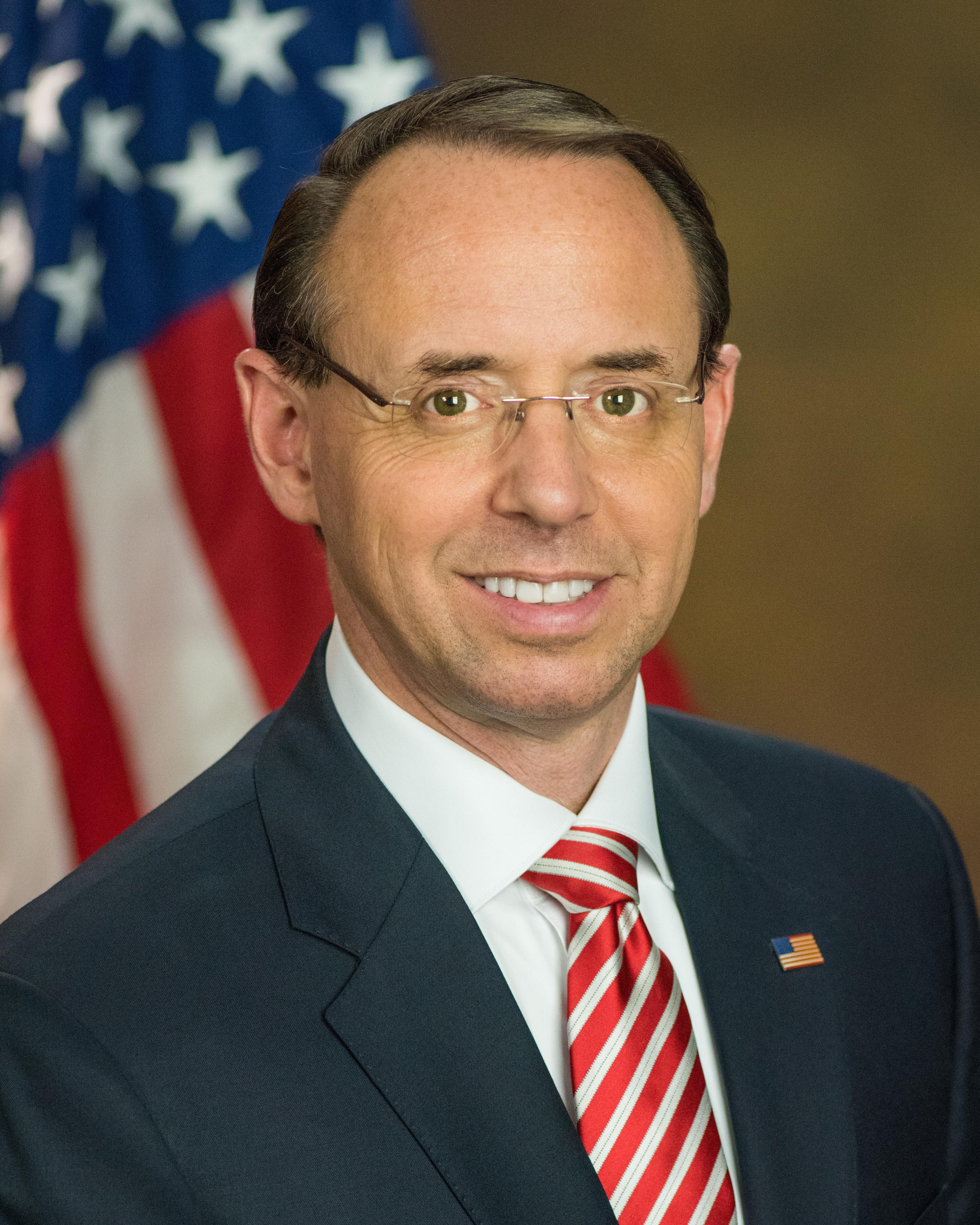
Rod Rosenstein

Rod Jay Rosenstein (* 13. Januar 1965 in Philadelphia, Pennsylvania) ist ein amerikanischer Jurist. Von 2017 bis 2019 war er als United States Deputy Attorney General der stellvertretende Leiter des US-Justizministeriums. Er hatte bis zur Entlassung des Justizministers Sessions im November 2018 die Aufsicht über die Sonderermittlung zur Beeinflussung des Wahlkampfs in den Vereinigten Staaten 2016. Vor seiner Ernennung war er United States Attorney des Bundesstaates Maryland.

## Familie und Ausbildung
Der Sohn des Kleinunternehmers Robert Rosenstein und seiner Frau Geraldine, einer Buchhalterin, die Präsidentin des örtlichen School Board war, wuchs mit seiner Schwester Nancy Messonnier (spätere Ärztin und Direktorin des National Center for Immunization and Respiratory Diseases) in Lower Moreland bei Philadelphia auf. Rosenstein studierte zunächst an der Wharton School Ökonomie, schloss diese mit dem Bachelorgrad summa cum laude ab und wechselte zur Harvard Law School, an der er das Harvard Law Review mitherausgab und 1989 den Juris Doctor erhielt. Während seines Studiums wurde er Mitglied der Ehrengesellschaft Phi Beta Kappa.
Mit seiner Ehefrau Lisa Barsoomian, einer früheren Assistant United States Attorney, die für die National Institutes of Health arbeitet, hat Rosenstein zwei Töchter.

## Justizlaufbahn
Nach seinem Studium war er Mitarbeiter („clerk“) des Bundesrichters Douglas H. Ginsburg und arbeitete dann für das US-Justizministerium ab 1990, zunächst unter dem damaligen Assistant Attorney General Robert Mueller Korruptionsfälle und dann in verschiedenen Bereichen, darunter für Philip Heymann und zwei Jahre lang für den Sonderermittler Kenneth Starr im Zuge der Whitewater-Affäre. 1997 berief ihn die damalige United States Attorney für Maryland Lynne A. Battaglia zu ihrem Assistenten, als der er unter anderem Kreditkartenbetrug bearbeitete. 2001 kehrte er als Principal Deputy Assistant Attorney General ins Justizministerium zurück, wo er in der Abteilung für Steuerkriminalität arbeitete. Rosenstein wurde am 12. Juli 2005 zum United States Attorney für Maryland ernannt, nachdem seine Nominierung vom US-Senat einstimmig bestätigt worden war. Er war dort für die Städte der mittleren Atlantikküste wie Washington, D.C. und Baltimore und insbesondere für die Verfolgung von Drogengeschäften zuständig. Er war 2007 vom damaligen US-Präsidenten George W. Bush als Kandidat für den United States Court of Appeals im vierten Gerichtsbezirk nominiert worden, aber am Widerstand der damaligen US-Senatoren für Maryland, Barbara Mikulski und Ben Cardin, gescheitert, die seine fehlende Herkunft aus dem Bundesstaat bemängelten.

## Stellvertretender Justizminister
Der damalige gewählte US-Präsident Donald Trump nominierte Rosenstein am 13. Januar 2017 für den Posten des stellvertretenden Justizministers. In der Senatsanhörung bezeichnete er seine politische Zugehörigkeit als irrelevant für seine Arbeit. Der US-Senat bestätigte am 25. April 2017 mit 94 zu 6 Stimmen Rosensteins Ernennung. Er war zu diesem Zeitpunkt der U.S. Attorney mit der längsten Dienstzeit. Rosenstein, der als einer von nur drei U.S. Attorneys, die von Präsident George W. Bush ernannt worden waren, unter Barack Obama im Amt blieb, wird in seiner Arbeit als fair, professionell und detailgenau charakterisiert.
Die Entlassung des FBI-Direktors James B. Comey am 9. Mai 2017 begründete US-Präsident Donald Trump im Entlassungsschreiben mit dem Rat des Justizministers Jeff Sessions und dessen Stellvertreters Rod Rosenstein. Dem Schreiben war Rosensteins Bewertung Comeys beigefügt, die Trump am Tag zuvor in Auftrag gegeben hatte und in der Rosenstein Comeys Umgang mit Hillary Clintons E-Mail-Affäre rügte. Am 17. Mai 2017 ernannte Rosenstein im Namen des öffentlichen Interesses den früheren FBI-Direktor Robert Mueller zum Sonderermittler für die Untersuchung, ob es bei der russischen Einflussnahme im amerikanischen Präsidentschaftswahlkampf 2016 zu Absprachen mit Trumps Wahlkampagne gekommen ist (siehe auch Vorwürfe geheimer Absprachen Trumps mit russischen Behörden). Justizminister Sessions hatte seinem Stellvertreter die Aufsicht über diese Ermittlungen übertragen, nachdem bekannt geworden war, dass Sessions selbst im Wahlkampf als Trump-Unterstützer mehrfach mit dem russischen Botschafter in den USA, Sergei Kisljak, gesprochen hatte. Rosenstein genehmigte die Durchsuchungsanordnung gegen den langjährigen Vertrauensanwalt Präsident Trumps, Michael Cohen, die am 8. April 2018 im Zusammenhang mit der Stormy-Daniels-Affäre ausgeführt wurde. Erst im August 2020 wurde bekannt, dass Rosenstein insgeheim Muellers Ermittlungsauftrag einschränkte, ohne Andrew McCabe darüber zu informieren.
Nachdem Rosenstein sich geweigert hatte, dem Kongress Millionen von Dokumenten der laufenden Russland-Ermittlungen zur Verfügung zu stellen, bereiteten Mitglieder des rechtskonservativen Freedom Caucus im Juli 2018 ein Amtsenthebungsverfahren gegen Rosenstein vor, das als politisch motiviert gilt und dem kaum Aussicht auf eine Mehrheit im Repräsentantenhaus eingeräumt wurde. Trotzdem wurde das Verfahren am 25. Juli 2018 unter Führung der Freedom-Caucus-Abgeordneten Jim Jordan und Mark Meadows eingeleitet. Während der Whip der Republikaner, Steve Scalise, seine Unterstützung signalisierte, lehnte der Sprecher des Repräsentantenhauses, Paul Ryan, das Verfahren ab. Präsident Trump, der mehrfach erwogen hatte, Rosenstein zu entlassen, entwickelte im Lauf des Jahres 2018 eine enge Arbeitsbeziehung zu Rosenstein, die er selbst im August 2018 laut dem Wall Street Journal als „fantastisch“ bezeichnete. Demnach besuchte Rosenstein bis zu dreimal die Woche das Weiße Haus, um über Themen wie Einwanderung in die USA zu sprechen.
Die New York Times berichtete am 21. September 2018, Rosenstein habe kurz nach der Entlassung Comeys im Frühjahr 2017 mit mehreren Behördenmitarbeitern darüber gesprochen, Präsident Trump insgeheim abzuhören und den 25. Verfassungszusatz anzuwenden, der eine Amtsenthebung des Präsidenten bei Amtsunfähigkeit vorsieht. Rosenstein bestritt diese Darstellung.
Am Tag nach der Halbzeitwahl im November 2018 trat Justizminister Sessions auf Aufforderung Trumps zurück und wurde durch seinen bisherigen Stabschef Matthew Whitaker interimistisch ersetzt. Whitaker, der sich zuvor kritisch über Umfang und Grenzen der Untersuchung Muellers geäußert hatte, übernahm auch die Aufsicht über die Sonderermittlung des FBI zur russischen Einflussnahme. Ende November 2018 retweetete Trump ein Bild, das Rosenstein hinter Gittern zeigte, und erklärte, dieser gehöre in Haft, weil er den Sonderermittler Mueller berufen habe.
Am 29. April 2019 reichte Rosenstein seinen Rücktritt vom Amt des United States Deputy Attorney General zum 11. Mai 2019 ein.

## Karriere nach dem Staatsdienst
Januar 2020 wurde Rosenstein Partner der Anwaltskanzlei King & Spalding' in Washington, D.C. Er gehört dem Team der Kanzlei für besondere Angelegenheiten und Regierungsuntersuchungen an.